# Справа «Контрреволюційної організації в сільському господарстві України» 1930
Справа «Контрреволюційної організації в сільському господарстві України» 1930

Надзвичайна сесія Верховного Суду УСРР, що розглядала цю справу, 1 червня 1930 засудила 29 осіб до позбавлення волі на строки від 2 до 10 років, з них п'ятеро були позбавлені волі умовно й звільнені з-під варти. Серед засуджених — чл. Колегії Наркомату земельних справ УСРР, директор Всесоюзного інституту землеробства М.Резников, старший інспектор Агрогрупи Наркомзему УСРР А.Воронін, заст. дир. Київ. с.-г. дослідної станції Е.Заславський, співробітник Наркомзему УСРР А.Іоффе, чл. правління Укрсільгоспбанку, професор Харківського геодезичного інституту К.Кононенко, чл. президії Держплану УСРР, керывник сільгоспсекції Держплану К.Маньківський, зав. Переяславським радгоспом Київськоъ с.-г. дослідної станції Й.Мацкевич, чл. сільгоспсекції Держплану УСРР Г.Підгоріти, старший інспектор Наркомзему УСРР, заст. завідувача від. тваринництва В.Подольський, агроном Житомирського обласного земельного управління А.Степаненко, директор Київськоъ с.-г. дослідної станції, професор Кооперативного інституту О.Філіпповський, професор Харківського с.-г. інституту В.Шелекета, працівник Наркомзему УСРР В.Батиренко, кер. кабінету фінансування Інституту сільгоспекономіки А.Дідусенко, зав. курсів Наркомзему УСРР І.Доленко, дир. с.-г. дослідної станції в Синельниківському районі Дніпропетровської області Б.Овсянников, чл. торговельно-кооперативної секції Держплану УСРР В.Онуфрієв, референт Земплану Наркомзему УСРР і проф. Геодезичного ін-ту В.Соловейчик та ін. Серед засуджених були також фахівці з с. госп-ва, які мешкали і працювали в Москві, Ленінграді (нині м. Санкт-Петербург), Самарі (нині місто в РФ), Дніпропетровську.
В обвинуваченні зазначалося, що учасники «організації» мали на меті відродити капіталістичний лад шляхом: «перекручення політики та практичних заходів у галузі сільського господарства», «зміцнення і розвитку індивідуального міцного селянського господарства», «шкідницьких дій у різних областях сільського господарства». Й.Мацкевич та О.Філіпповський обвинувачувалися в шпигунстві.
На підставі нібито законно отриманих у обвинувачених свідчень стверджувалося, що «контрреволюційна шкідницька організація в сільському господарстві України» виникла після 2-го Всеукраїнського агрономічного з'їзду і була оформлена як Всеукраїнське агрономічне товариство, яке протягом 4-х років існувало як легальне об'єднання спеціалістів у галузі с. господарства.
Уся ця справа, по суті, була однією зі спроб влади перекласти власні помилкові кроки у сфері с. госп-ва на спеціалістів-аграрників, приписуючи їм цілеспрямовану протидію заходам режиму. Характерно, що інкримінована звинувачуваним у ході попереднього слідства «організаційна діяльність та участь в організації» у вироку Надзвичайної сесії Верховного Суду УСРР при визначенні міри покарання не фігурувала, а їхні дії кваліфікувалися лише як «шкідництво». Обвинувачення Й.Мацкевича та О.Філіпповського в шпигунстві суд визнав недоведеним.
16 лютого 1930 (тобто до завершення судового слідства у справі «шкідників») про «шкідників» з УСРР згадав у виступі на загальноміськ. зборах інженерно-технічних та наукових працівників Москви голова РНК СРСР О.Риков. Це він зробив не випадково, адже на попередньому слідстві окремі «шкідники» дали «докази» проти представників старої інтелігенції, фахівців-аграрників, які працювали в Москві і доводили авантюризм і можливі негативні наслідки курсу на форсовану колективізацію сільського господарства. Ці «докази» було використано в «Трудової селянської партії» справі 1930.
1989 рішенням Верховного Суду УРСР всі 29 осіб, які притягалися до кримінальної відповідальності за участь у «контрреволюційній організації в сільському господарстві України», були реабілітовані.